# Film socialisme
Film socialisme è un film del 2010 diretto da Jean-Luc Godard, con l'ex tennista Catherine Tanvier nel ruolo principale.

## Trama
- Primo movimento Des choses comme ça:  A bordo di una nave da crociera, si svolgono numerose conversazioni multilingue tra un gruppo eterogeneo di passeggeri. I personaggi includono un anziano criminale di guerra, un ex funzionario delle Nazioni Unite e un detective russo. C'è un breve cameo della cantautrice e artista statunitense Patti Smith.[1]
- Secondo movimento Notre Europe: Presso un distributore di benzina un paio di bambini, una ragazzina e suo fratello minore, invitano i genitori a comparire davanti al "tribunale della loro infanzia", chiedendo risposte serie su temi quali libertà, uguaglianza e fraternità.
- Terzo movimento Nos humanités: Si tratta di un viaggio in luoghi celebri come Egitto, Palestina, Odessa, Grecia, Napoli e Barcellona.